# Femme et Oiseau
La sculpture Femme et oiseau (en catalan : dona i ocell [ˈdɔ.nə j uˈseʎ]) est une œuvre de Joan Miró de 22 mètres de haut située dans le parc Joan-Miró de Barcelone. Réalisée en 1983, C'est la dernière œuvre de grande dimension du maître.

## Contexte
Les grandes dimensions de la sculpture imposèrent la réalisation in situ, le recours à des grues et à des maçons. La statue de béton est couverte de céramiques rouges, jaunes, vertes et bleues, traité à la manière des mosaïques. Elles ont été créées par Joan Gardy Artigas. Les couleurs de ces céramiques sont communes dans l'œuvre du maître. Elles reflètent la lumière et provoquent un contraste fort avec le fond gris du béton.
Femme et oiseau est une commande publique, et la dernière des œuvres de grandes dimensions de Joan Miró. en 1968, la ville de Barcelone suggère à l'artiste un mur de céramique pour l'aéroport du Prat. Dépassant ce projet, l'artiste s'engage à réaliser trois autres œuvres pour accueillir les visiteurs de la ville selon le moyen de transport de leur choix : terre, mer ou air. Il crée ainsi différentes œuvres, l'une pour l'aéroport, l'autre pour le pavement de la Rambla devant le marché de la Boqueria, et finalement Femme et oiseau pour le parc Joan Miró, situé sur les anciens abattoirs. Cette dernière sculpture est destinée à accueillir les visiteurs arrivant par la terre. En utilisant la voiture ils peuvent la voir depuis Gran Via de les Corts Catalanes.
Ainsi, bien que le choix de Miró était uniquement artistique et décoratif, sa situation dans la ville en fait un élément de publicité pour le tourisme barcelonais. 
Femme et oiseau fut inaugurée en 1983, c'est l'une des premières expressions artistiques du renouveau démocratique à Barcelone.
L'inauguration eut lieu en l'absence de son auteur en raison de problèmes de santé. Joan Miró décéda quelques mois plus tard à l'âge de 90 ans.

## Description
L'œuvre utilise un thème figuratif. La première image qui vient à l'esprit du spectateur d'après le titre, est une forme féminine avec un chapeau surmonté d'un oiseau. On peut voir l'oiseau représentant un élément poétique qui rapproche du ciel et des étoiles.  
Cependant, Miró était catalan, il n'a pas pu choisir son titre sans avoir à l'esprit qu'en catalan, ocell (oiseau) est un surnom usuel du pénis. La forme oblongue de la base de la statue et le cylindre ouvert qui y est posé dessus ne font qu'accentuer cette impression : il s'agit d'une représentation du pénis en érection. Le côté est orné d'une incision noire reprenant la forme d'une vulve ouverte.
Miró liait ce monument à la coutume romaine de graver un sexe en érection à l'entrée des villes, comme il a pu le voir à Empúries.
La composition est verticale et est guidée par un axe diagonal. La sculpture présente une forme phallique, tandis que la figure féminine — la vulve — est marquée par le vide laissé par le cylindre qui surmonte la composition. Au sommet de la composition se trouve une demi-lune. Dona i ocell est une composition d'un repos absolu par sa quiétude et sa rigidité.

## Images

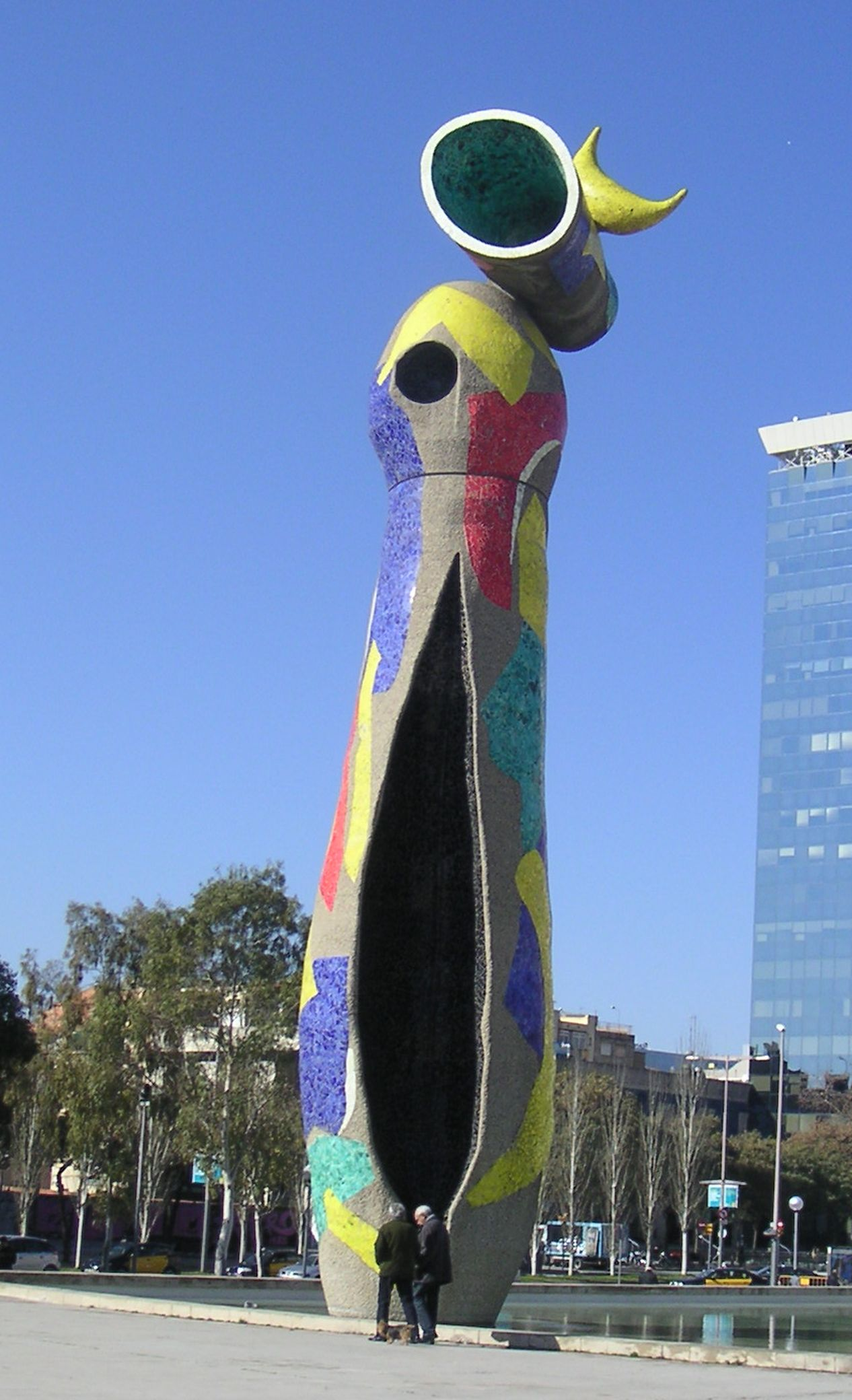
Incision noire en forme de vulve
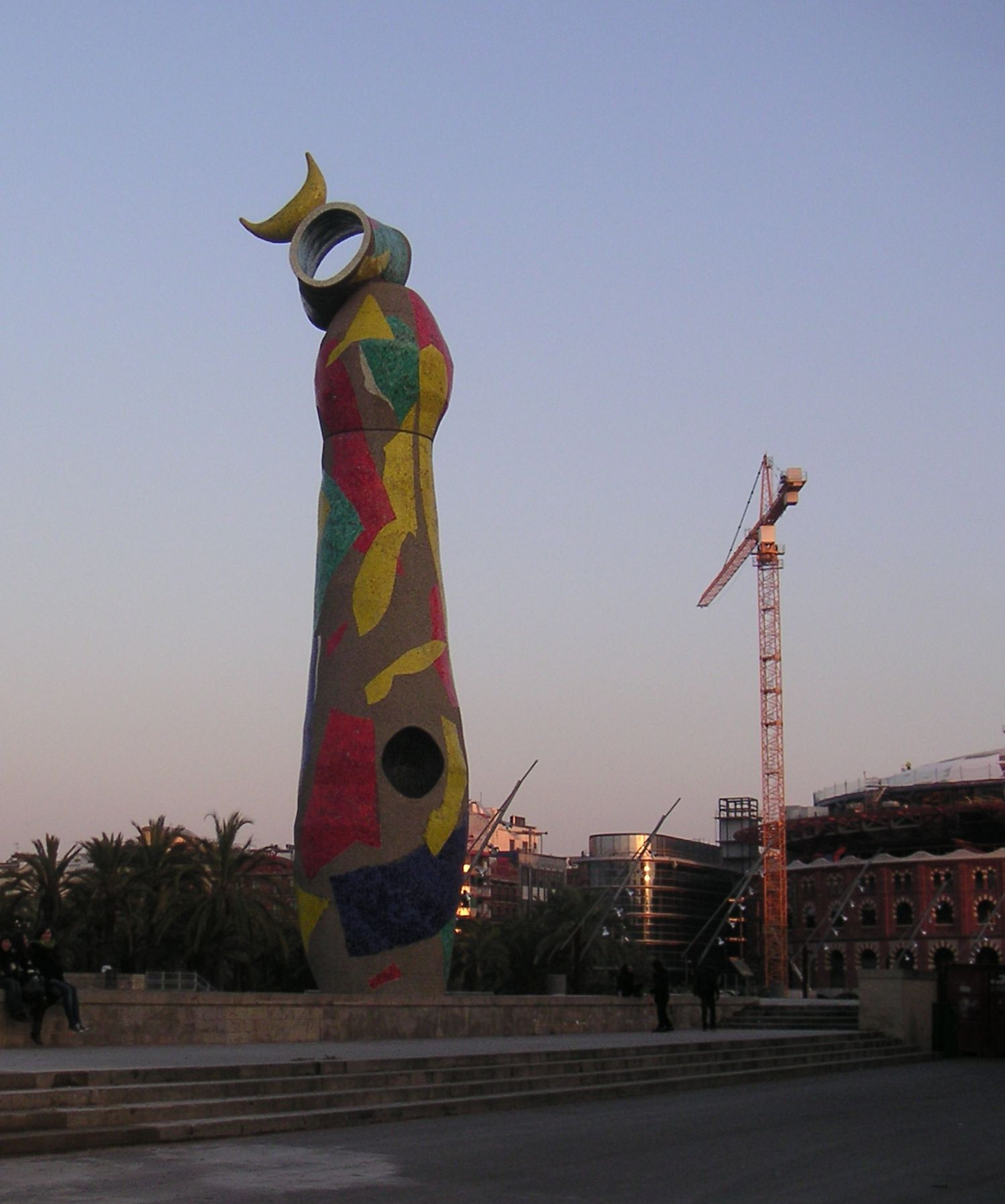
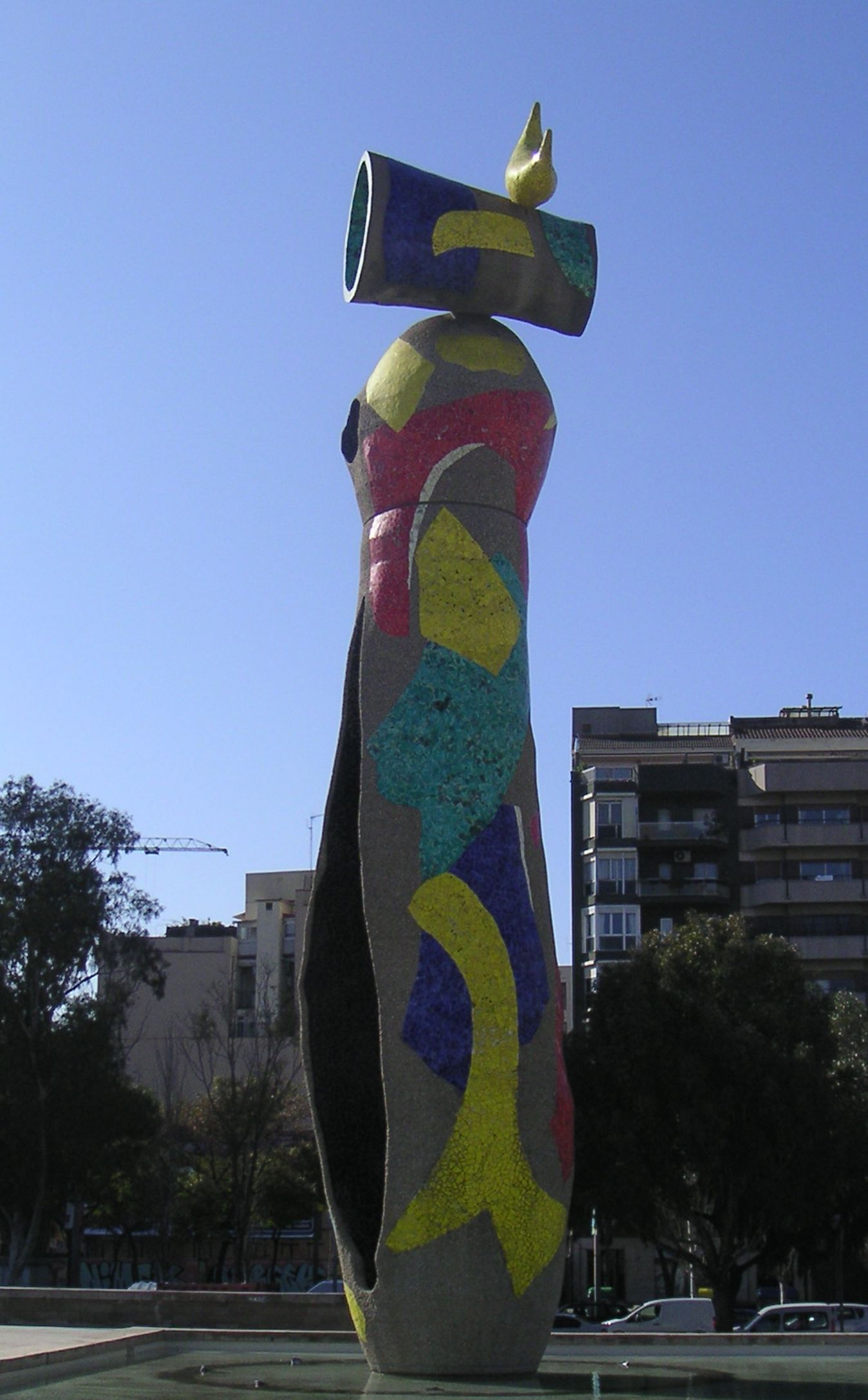
Forme phalique
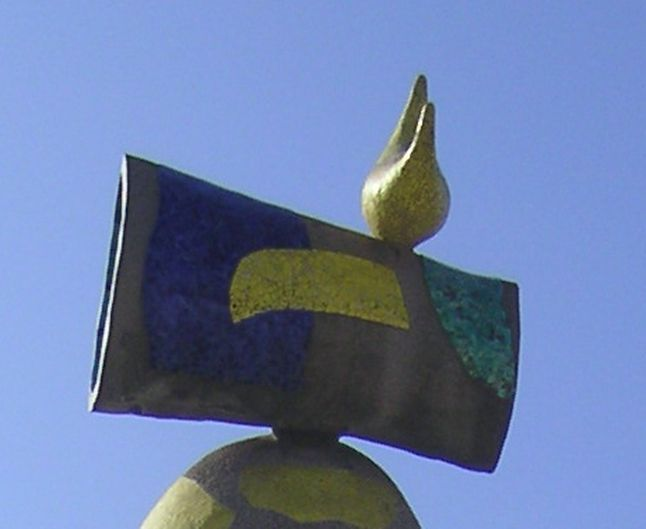
Détail de femme et oiseau